# 퓰리처상 속보 사진 부문
퓰리처상 속보 사진 부문(Pulitzer Prize for Breaking News Photography)은 미국의 시상식인 퓰리처상의 14개의 저널리즘 분야 중 하나이다.

## 수상 내역
- 1990년 오클랜드 트리뷴
- 1991년 AP통신:  잔인하게 사람을 살해 한 남아공의 아프리카 민족 회의 (ANC)의 지지자의 사진 시리즈
- 1992년 AP통신: 러시아의 쿠데타 시도와 공산주의 정권의 붕괴

1999년 이전 스팟(spot)
- 1993년 댈러스모닝뉴스
- 1994년 토론토 스타
- 1995년 워싱턴 포스트
- 1996년 Charles Porter IV(프리랜서 기자)
- 1997년 Annie Wells of The Press Democrat, Santa Rosa, CA
- 1998년 피츠버그 포스트 가제트
- 1999년 Photo Staff of Associated Press
- 2000년 록키마운틴뉴스
- 2001년 앨런 디아즈(프리랜서 사진작가):  2000년 4월22일 새벽 미국 연방요원의 총부리 앞에 울부짖는 쿠바 소년 엘리안 곤살레스(당시 6세)의 모습[1]
- 2002년 뉴욕 타임스
- 2003년 록키마운틴뉴스
- 2004년 댈러스 모닝뉴스
- 2005년 Staff of Associated Press
- 2006년 댈러스모닝뉴스
- 2007년 Oded Balilty of Associated Press
- 2008년 로이터통신
- 2009년 마이에미 헤럴드
- 2010년 Mary Chind of The Des Moines Register
- 2011년 워싱턴 포스트
- 2012년 Massoud Hossaini
- 2013년 Rodrigo Abd, Manu Brabo, Narciso Contreras, Khalil Hamra and Muhammed Muheisen of Associated Press
- 2014년 뉴욕 타임스
- 2015년 세인트루이스 포스트 디스패치: 미주리주의 퍼거슨 사태를 보도[2]